# 塞斯图
塞斯图（義大利語：Sestu），是意大利撒丁大区卡利亞里廣域市的一个市镇。总面积48.32平方公里，人口19628人，人口密度406.2人/平方公里（2009年）。ISTAT代码为092074。